# Tratsch
Tratsch (ukrainisch und russisch Трач; polnisch Tracz) ist ein in der Westukraine liegendes Dorf etwa 30 Kilometer nördlich der ehemaligen Rajonshauptstadt Kossiw gelegen.
Der Ort wurde 1781 zum ersten Mal schriftlich erwähnt, bis 1900 war er administrativ an Debeslawizi angeschlossen und ist seither eine eigenständige Gemeinde. Bis 1918 lag der Ort im österreichischen Kronland Galizien, danach als Tracz von 1918 bis 1939 in der Zweiten Polnischen Republik und seit 1945 als Teil der Sowjetunion innerhalb der Ukrainischen SSR sowie seit 1991 der Ukraine.
Am 12. Juni 2020 wurde das Dorf ein Teil der Landgemeinde Matejiwzi; bis dahin bildete es zusammen mit den Dörfern Huzuliwka (Гуцулівка), Korosty (Корости), Krywobrody (Кривоброди) und Zuzulyn (Цуцулин) die Landratsgemeinde Tratsch (Трацька сільська рада/Trazka silska rada) im Nordosten des Rajon Kossiw.
Seit dem 17. Juli 2020 ist sie ein Teil des Rajons Kolomyja.

## Söhne und Töchter der Ortschaft
- Roman Iwanytschuk (1929–2016), Schriftsteller, Journalist und Politiker